# ラヴィ・ヴァルマ
ラジャ・ラヴィ・ヴァルマ（Raja Ravi Varma, 1848年4月29日 - 1906年10月2日）は、インドの画家。叙事詩『マハーバーラタ』および『ラーマーヤナ』の絵を描いたことで知られている。

## 生涯
ラヴィ・ヴァルマはケララ州の州都ティルヴァナンタプラム（旧名トリヴァンドラム）から約40km離れたキリマノア（Kilimanoor）宮殿で生まれた。若い頃から才能を示し、14歳でトラヴァンコール藩王国の藩王バララーマ・ヴァルマ2世の目にとまる。最初、宮廷画家のラーマ・スワーミー・ナーイドゥについて学び、それから、マハラジャの招きで1868年からトラヴァンコールに滞在していたイギリス人画家テオドール・ジェンソンに油絵を教わった。ラヴィ・ヴァルマはこの時、西洋絵画の力強さと表現に魅了された。
ラヴィ・ヴァルナの名が知られるようになったのは、1873年のマドラス（現チェンナイ）の美術展とウィーンの美術展で賞を受けたことだった。翌1874年にもマドラスで金メダルを受賞。1880年にもプネーの美術展で金メダルを獲得し、その作品は1892年にシカゴで展示された。
マイソール藩王国およびバローダ藩王国の藩王から肖像画の依頼を受けた。バローダ藩王国で、摂政マーダヴ・ラーオから作品を印刷して配布することを薦められ、ボンベイ（現ムンバイ）に多色石版術の工房を開いた。
ラヴィ・ヴァルマは絵のテーマを求めてインド中を旅した。南インドの女性を美の理想とし、その特徴を有したヒンドゥーの女神たちの絵を描いた。ボンベイ時代には、サリーを着たマハーラーシュトラの女性の絵を描いた。
しかし、ラヴィ・ヴァルマを一躍有名にしたものは、「ドゥフシャンタ王とシャクンタラー」や「ナラ王とダマヤンティー」といった『マハーバーラタ』の絵であった。これらの絵は広く大衆の目に触れ、ラヴィ・ヴァルマが描く神話の登場人物たちがインドの想像の世界に広く浸透した。19世紀の最後の四半世紀にはその複製がインド中に氾濫し、人々はその絵を家の壁に掛け、さらにはムールティ（神像）のように崇めもした。20世紀初頭、アバニンドラナート・タゴールやノンドラル・ボースといった「ベンガル・ルネサンス」の画家たちがラヴィ・ヴァルマによる「西洋化」を、通俗的・感傷的・価値と意味の欠如と厳しく批判した。
1906年10月2日、ラヴィ・ヴァルマは糖尿病のためキリマノア宮殿で亡くなった。
作品のいくつかはティルヴァナンタプラムのネイピア美術館（のシュリー・チットラ・アート・ギャラリーに展示されている。

## ギャラリー

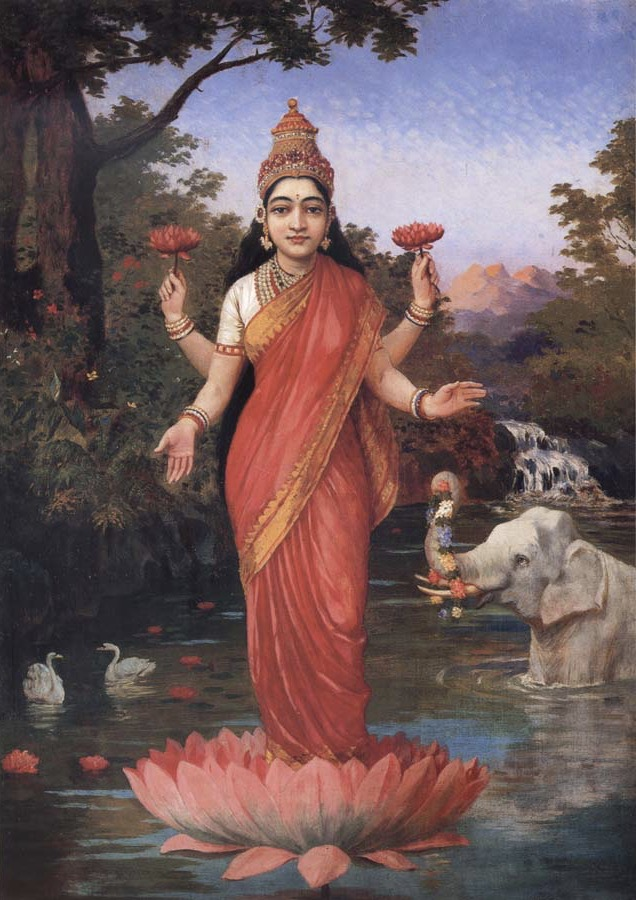
女神ラクシュミー
サラスヴァティー
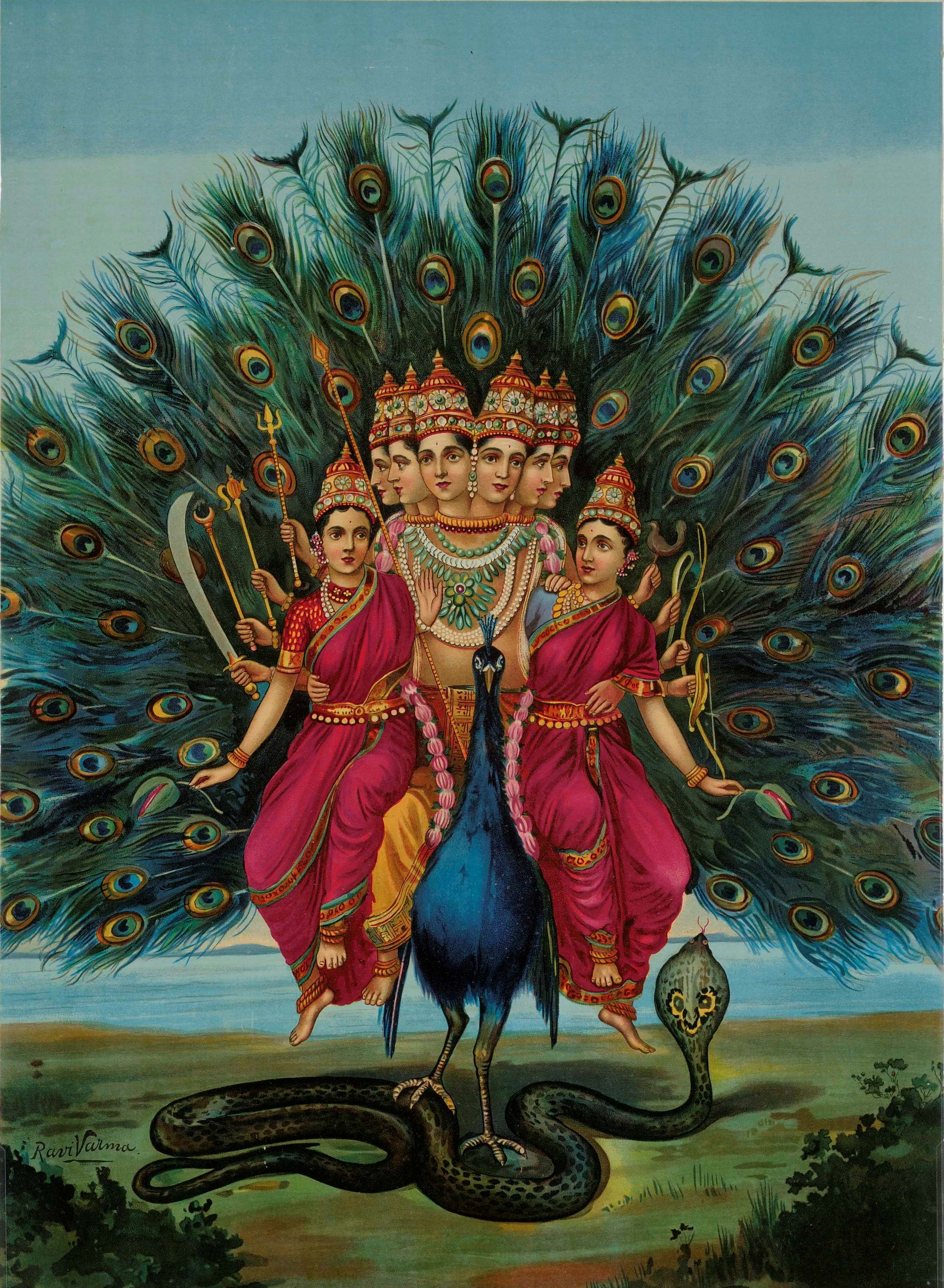
スカンダと妻たち
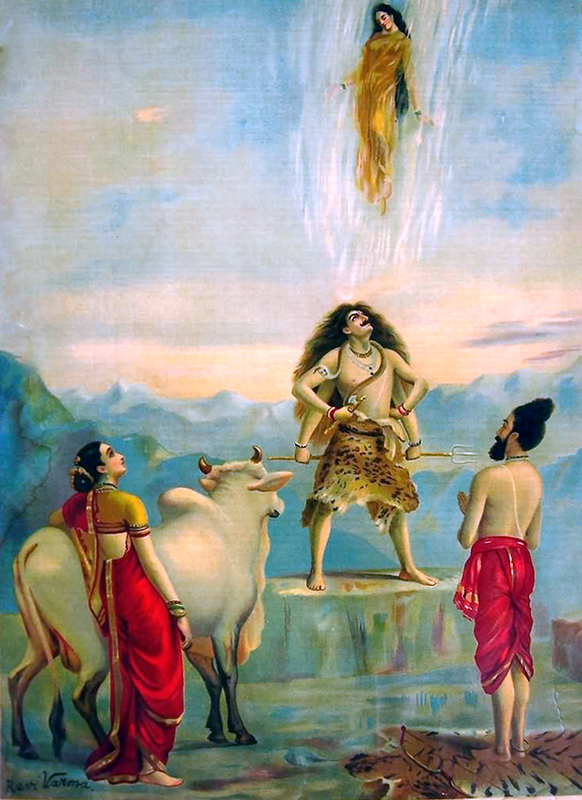
ガンガーの降臨
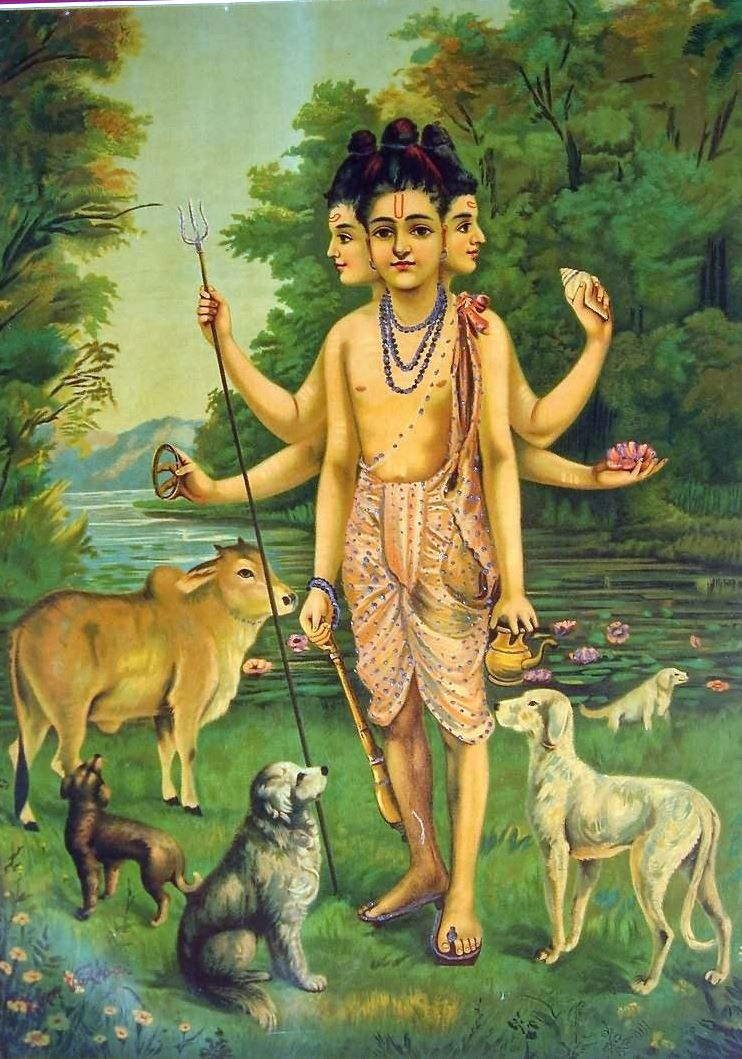
ダッタトレーヤ（英語版）
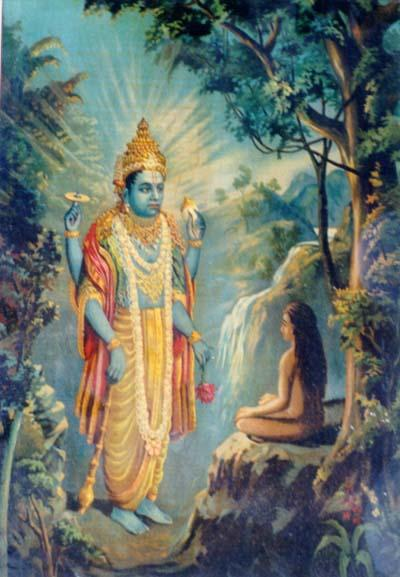
ドルヴァの前に現れたヴィシュヌ
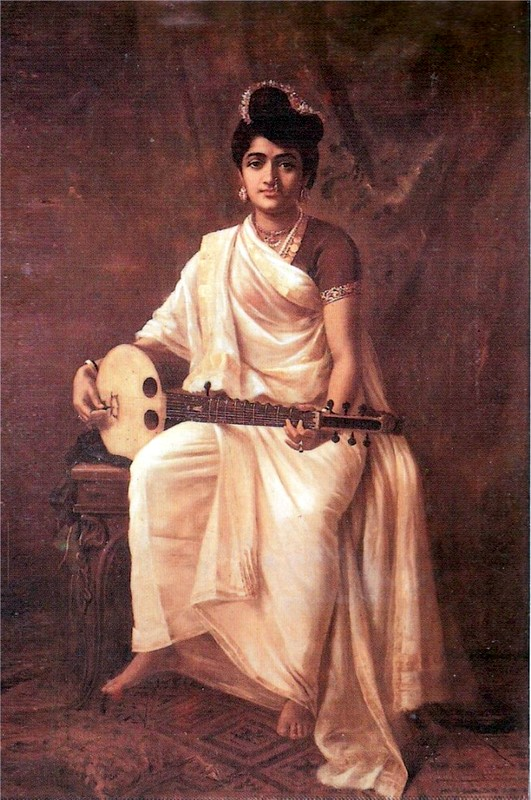
スワーバットを弾くケララの女性
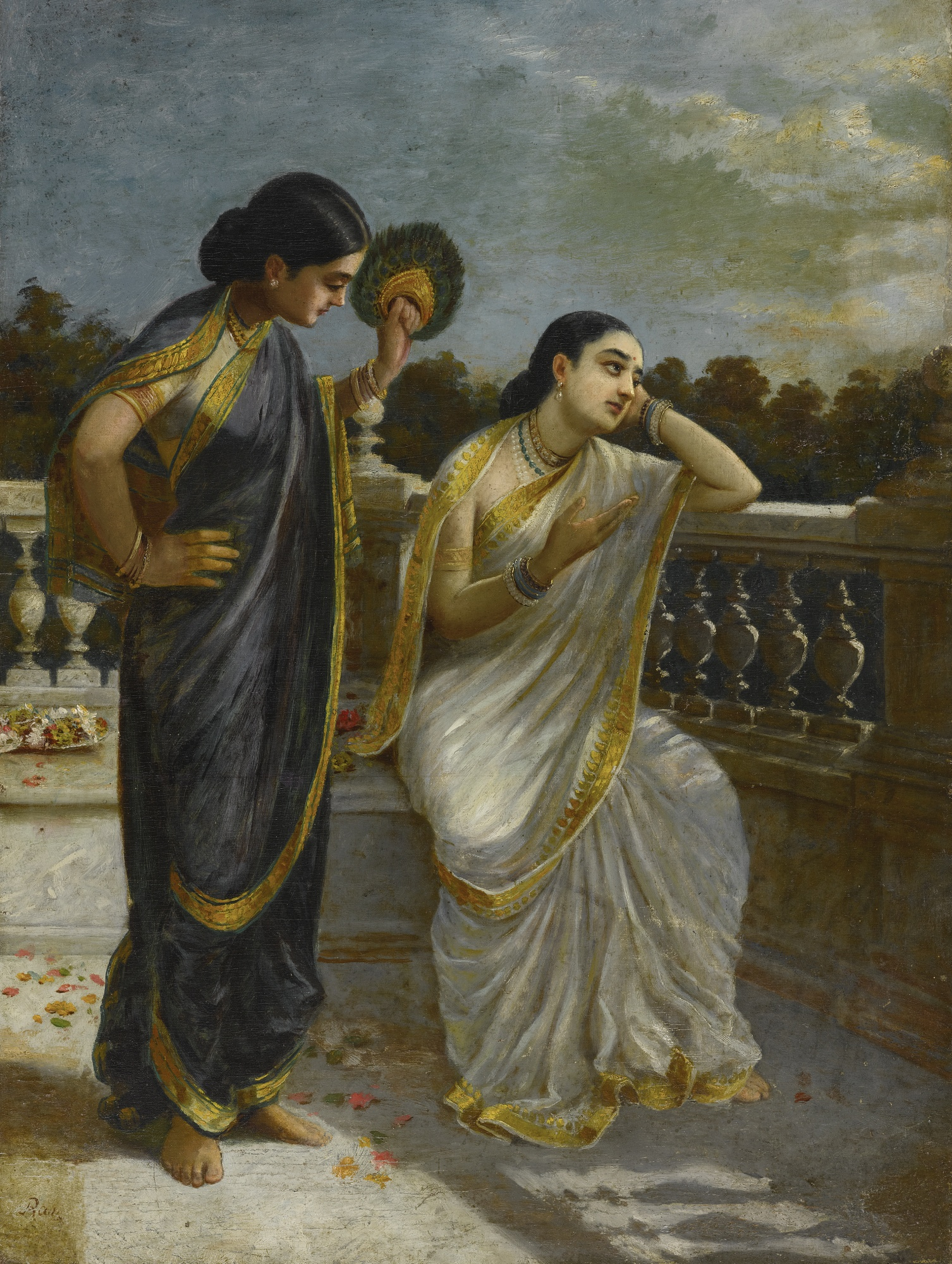
月下の女性達
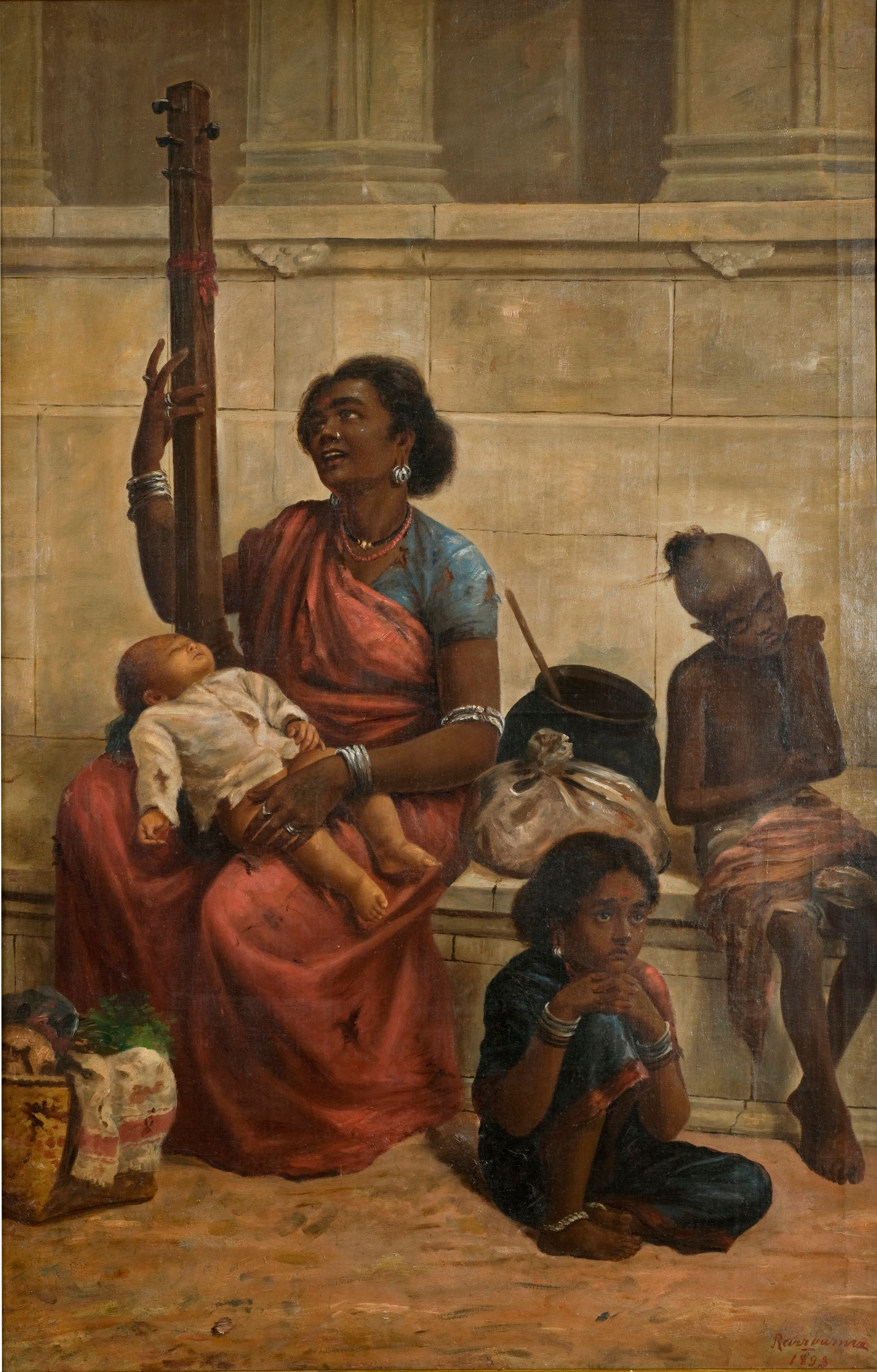
ジプシー
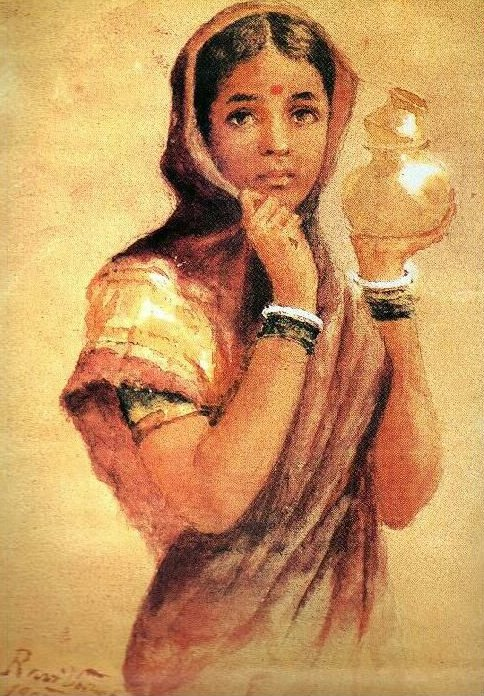
ミルクを持った少女
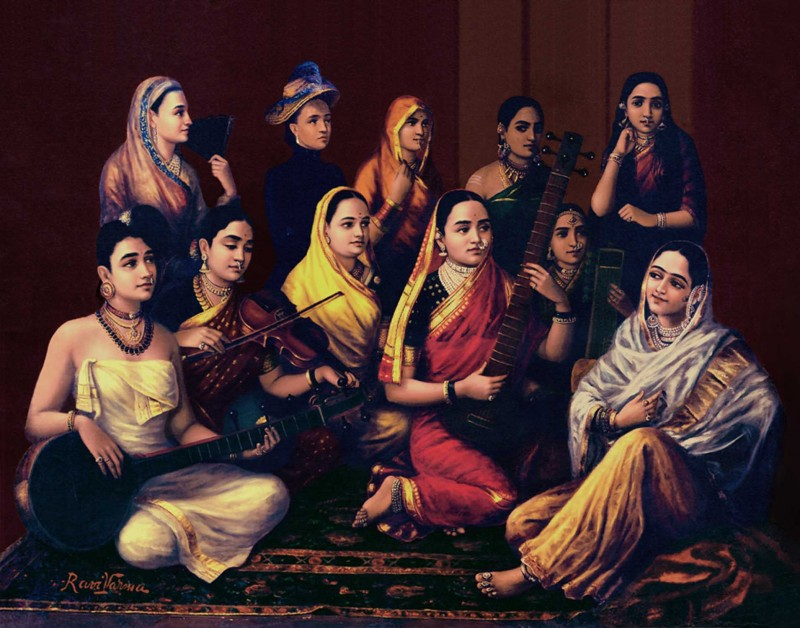
音楽会
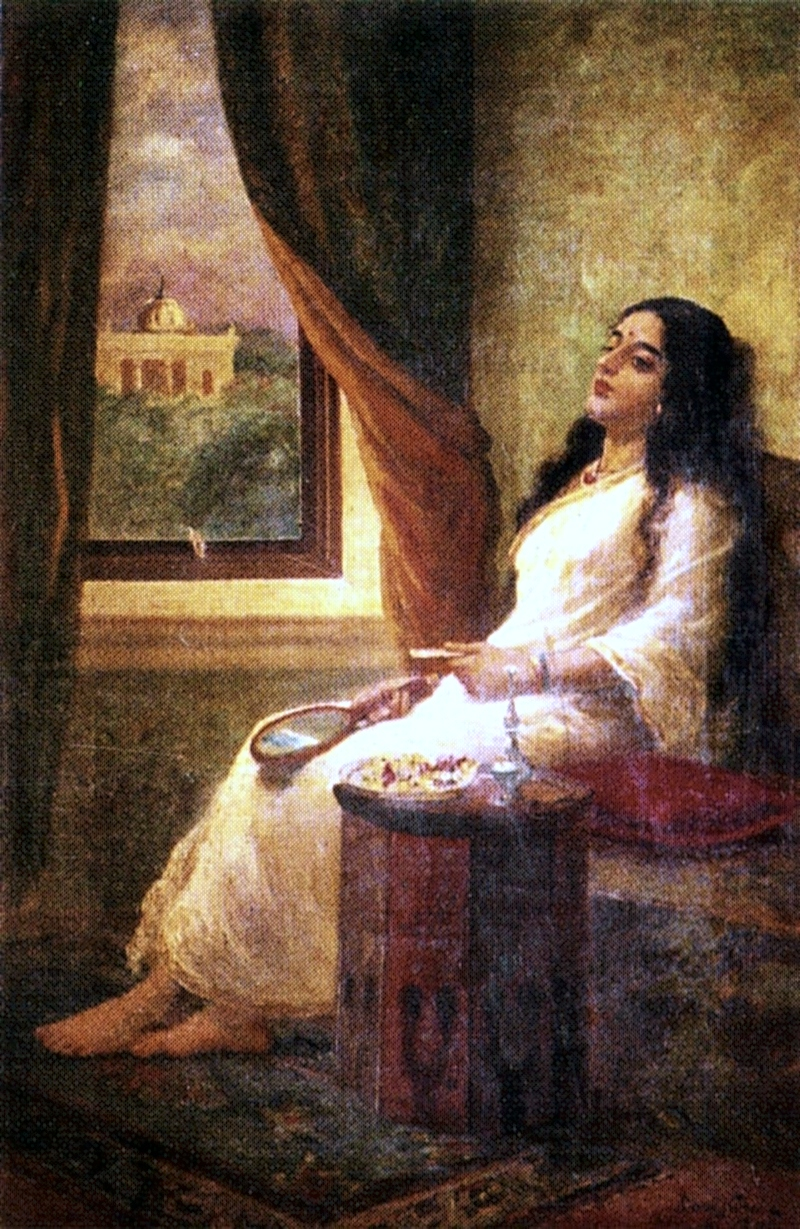
考える女

### マハーバーラタの絵画

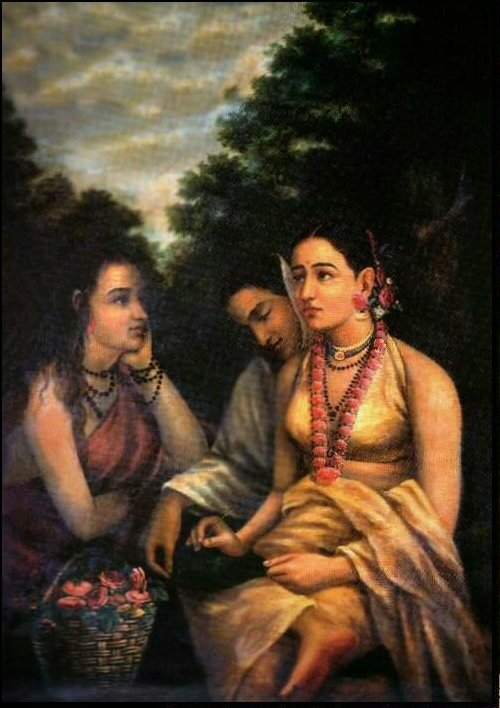
シャクンタラーと友達
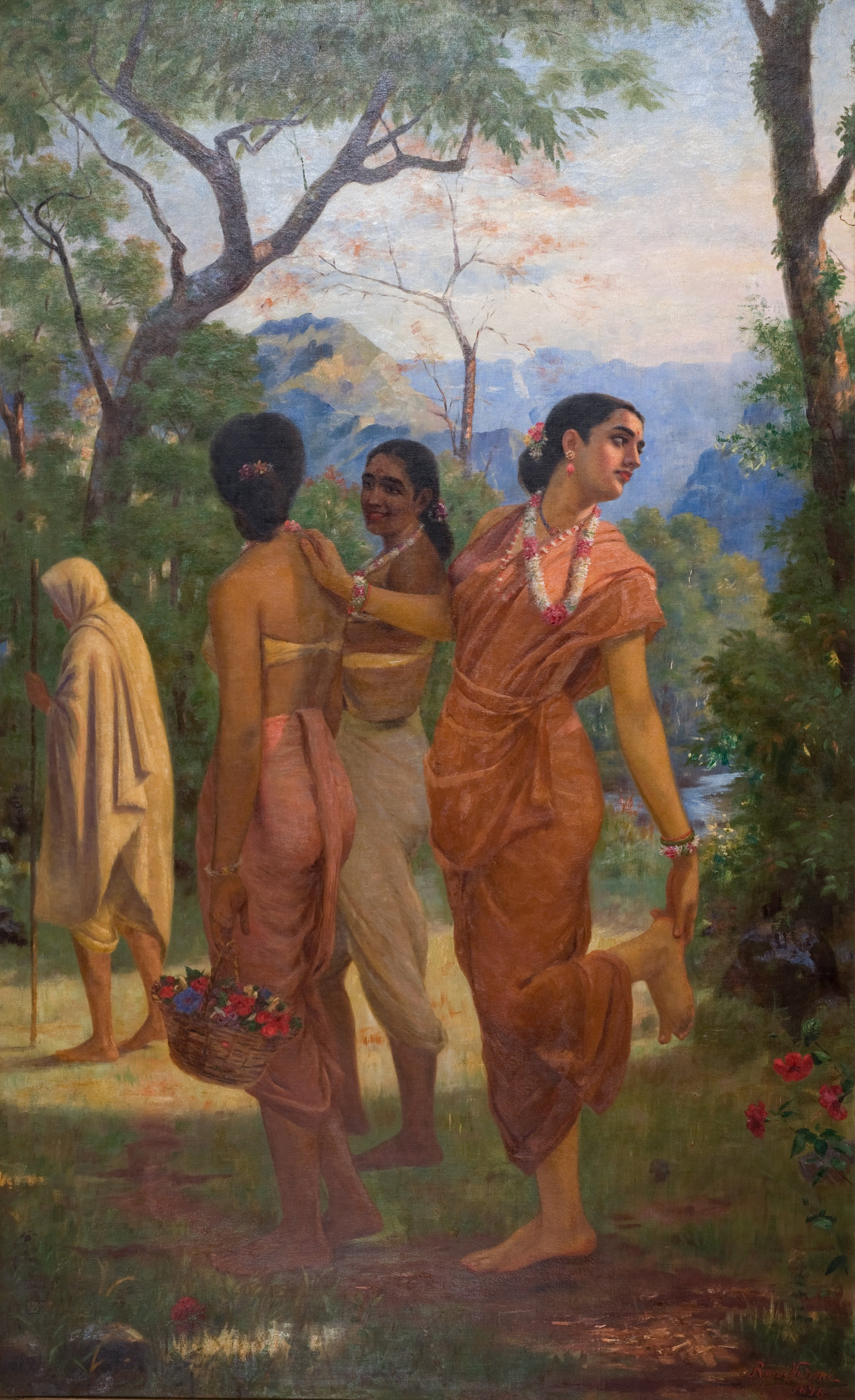
シャクンタラー
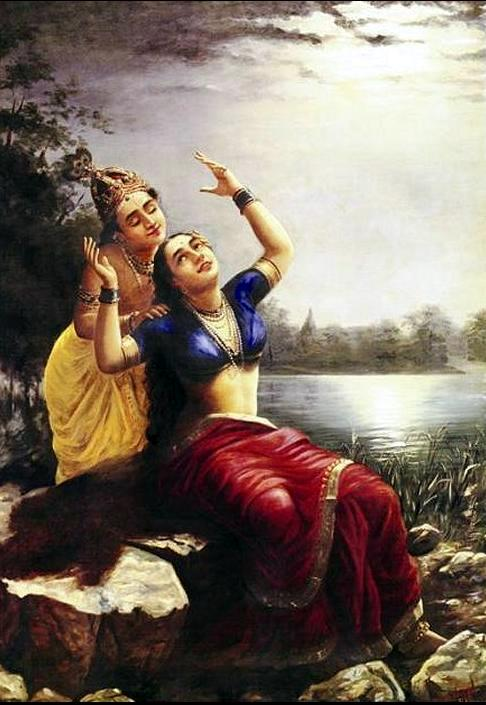
クリシュナと恋人ラーダー
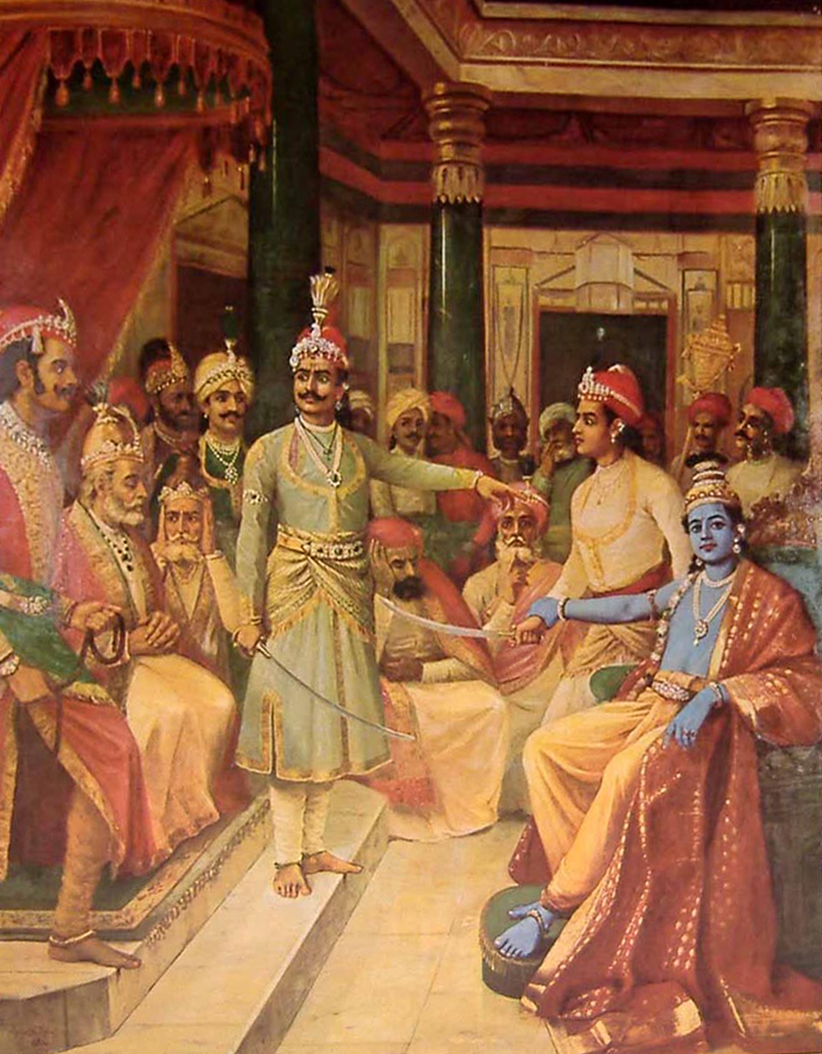
使者クリシュナ
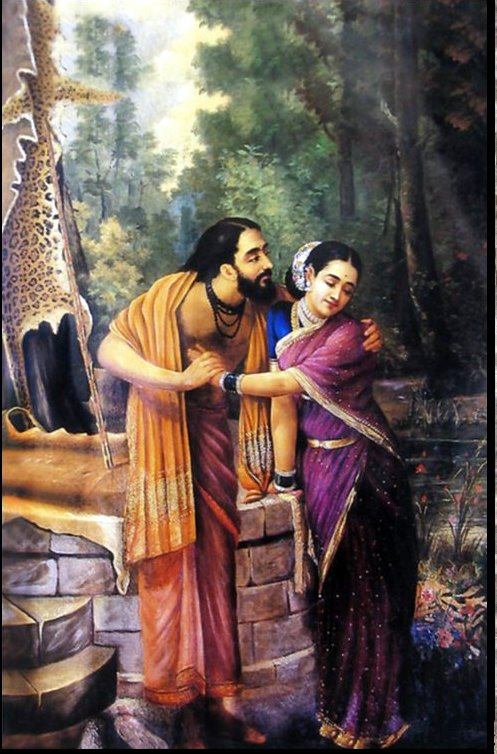
アルジュナとスバドラー
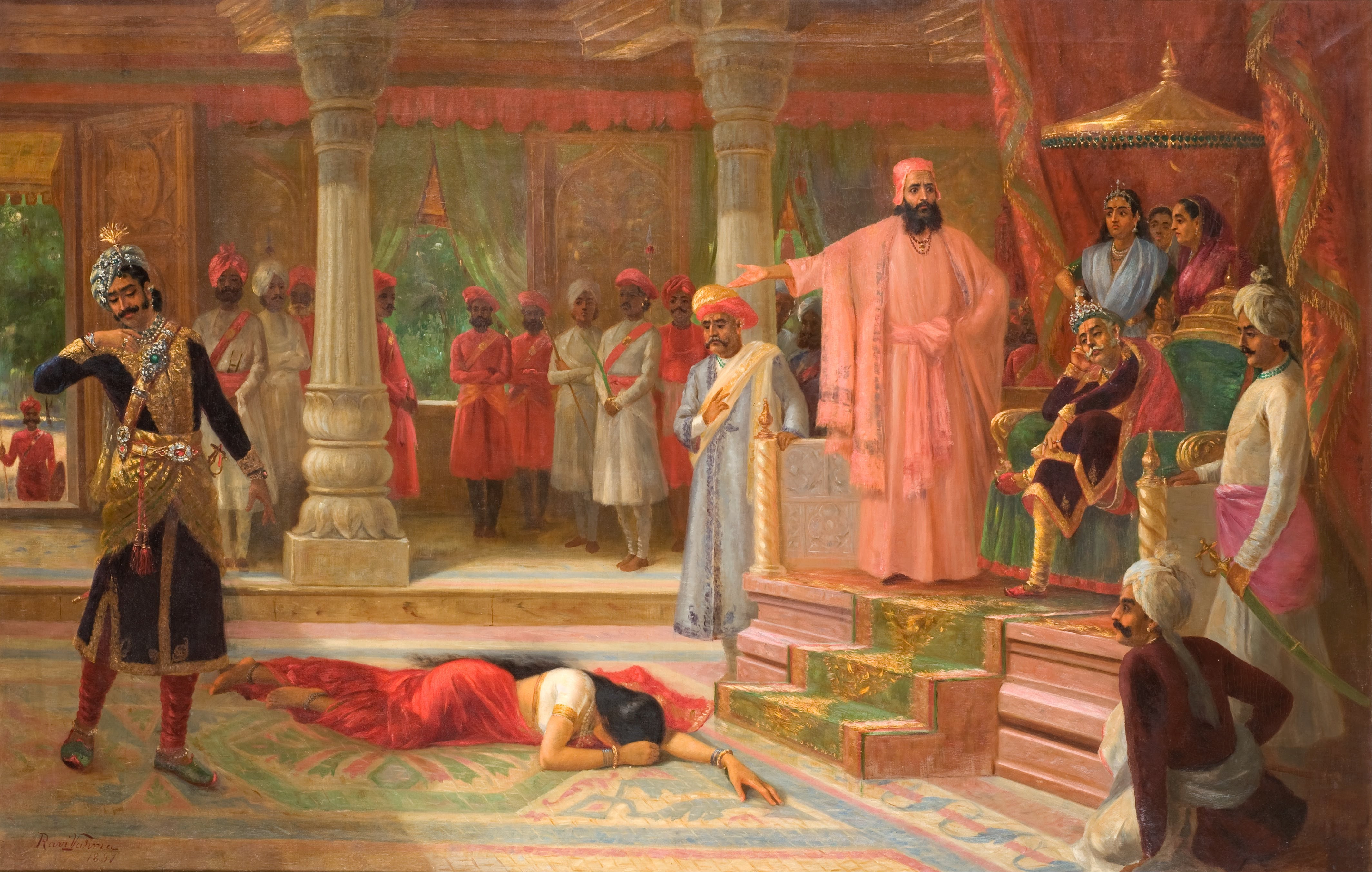
ドラウパディーの敗北
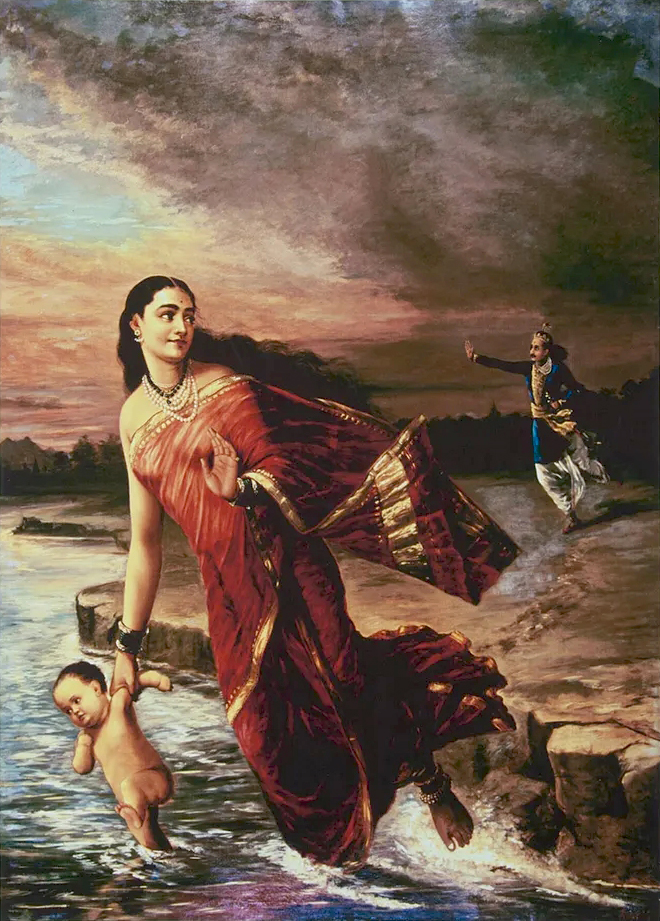
ガンガーとシャーンタヌ
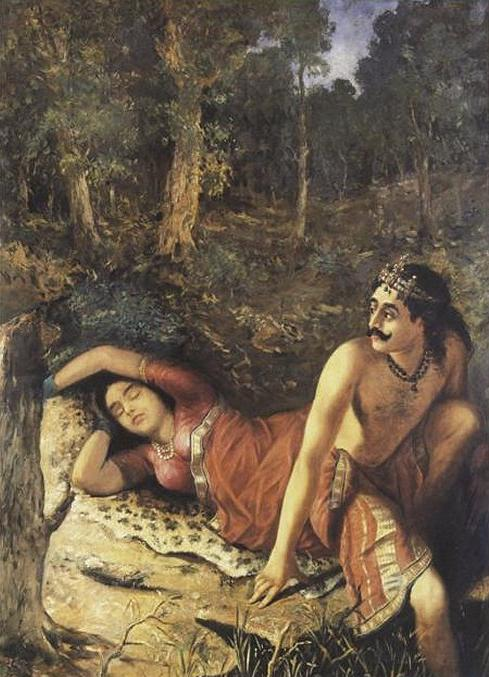
ナラ王とダマヤンティー
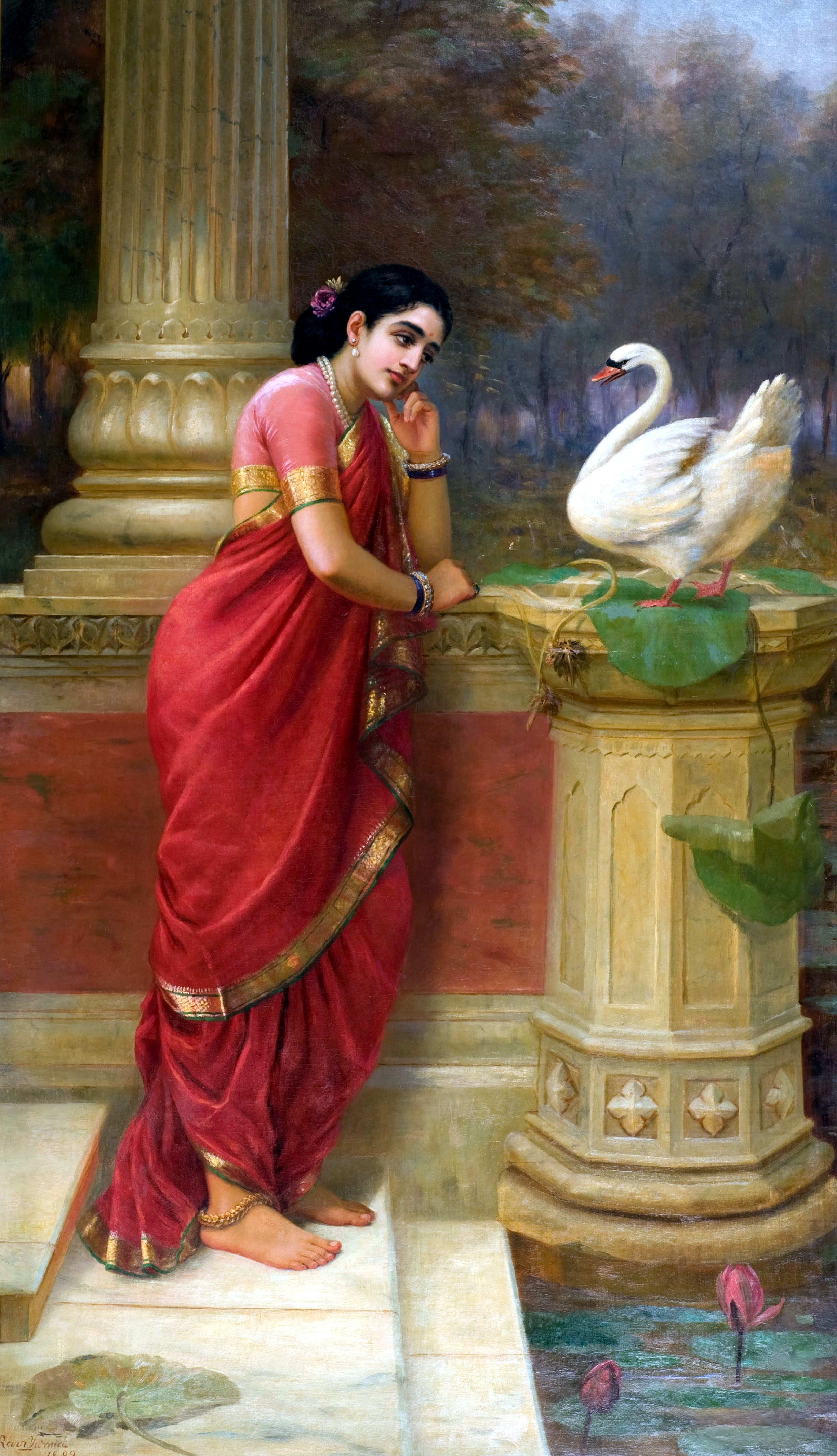
ダマヤンティーとハンサ鳥
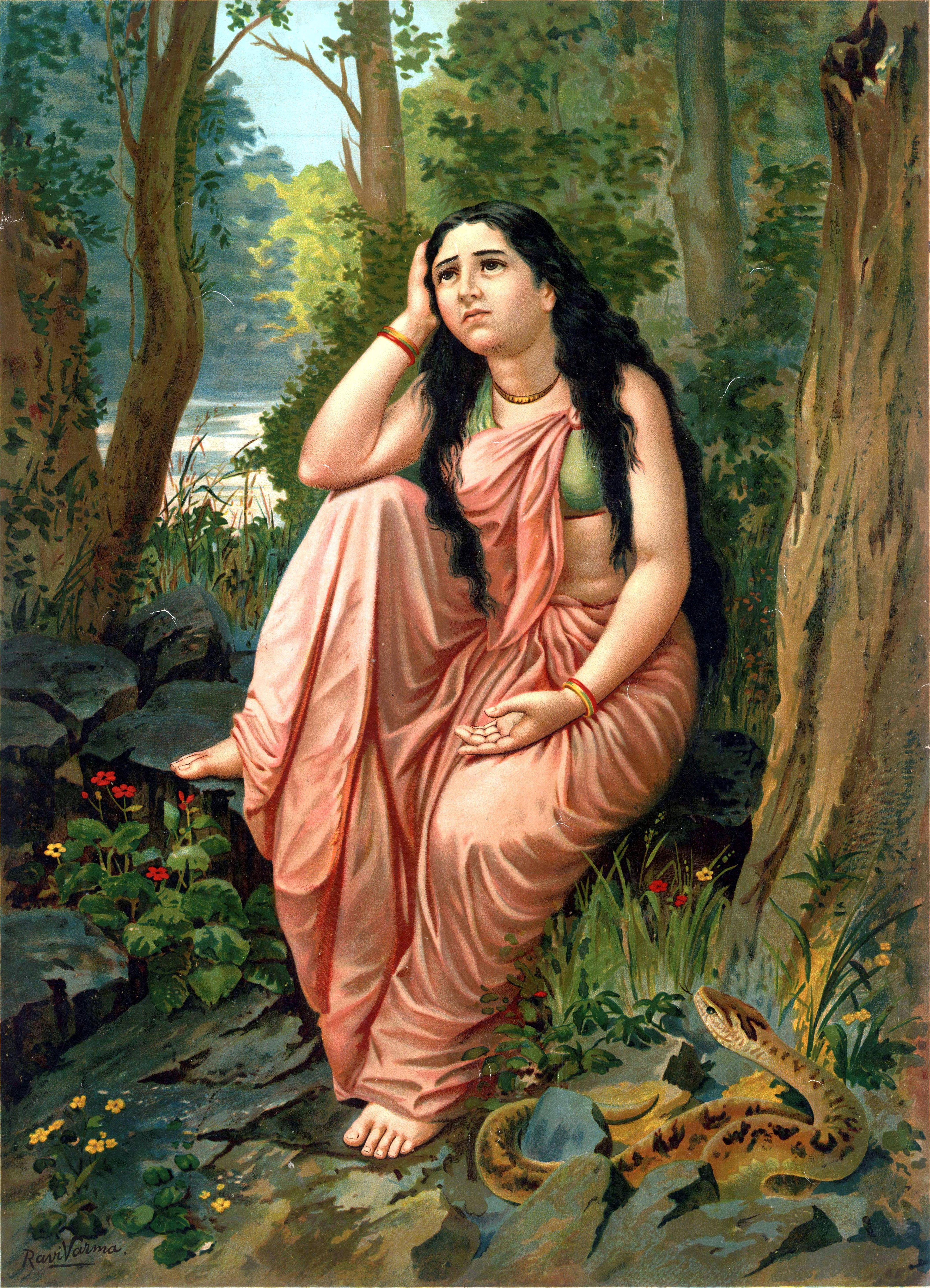
ダマヤンティー姫

### ラーマーヤナの絵画

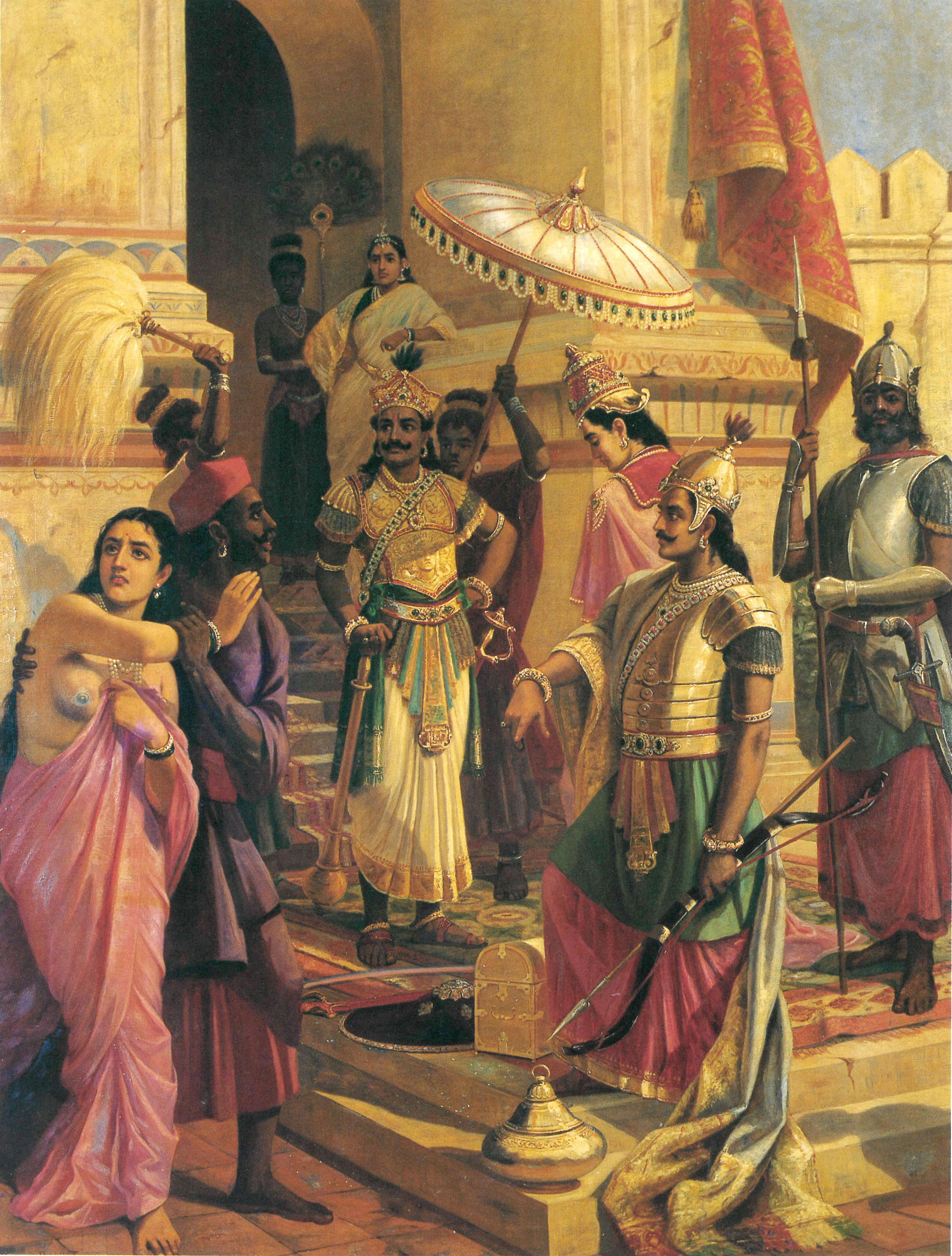
メーガナーダの勝利
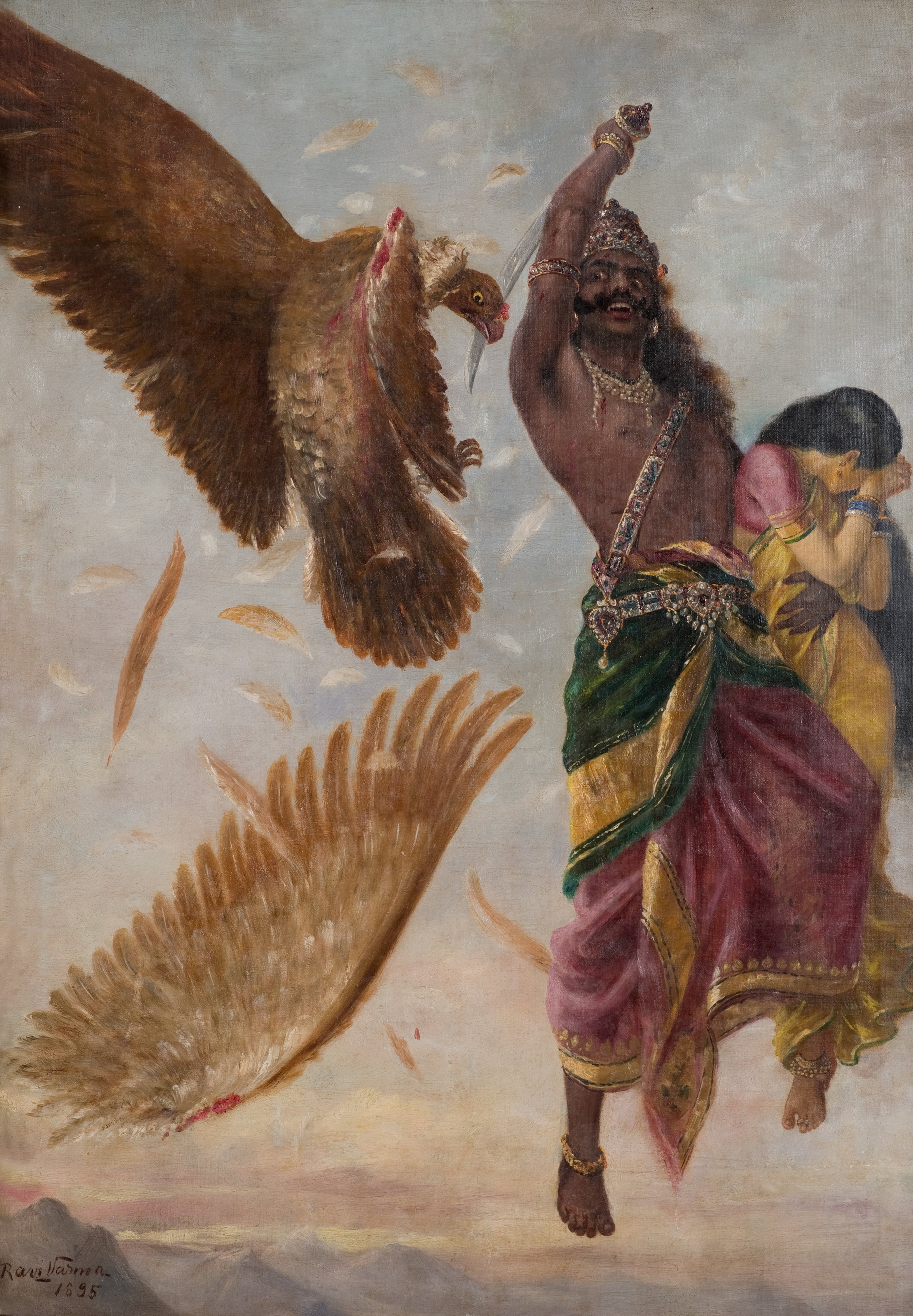
ラーヴァナにさらわれるシーター
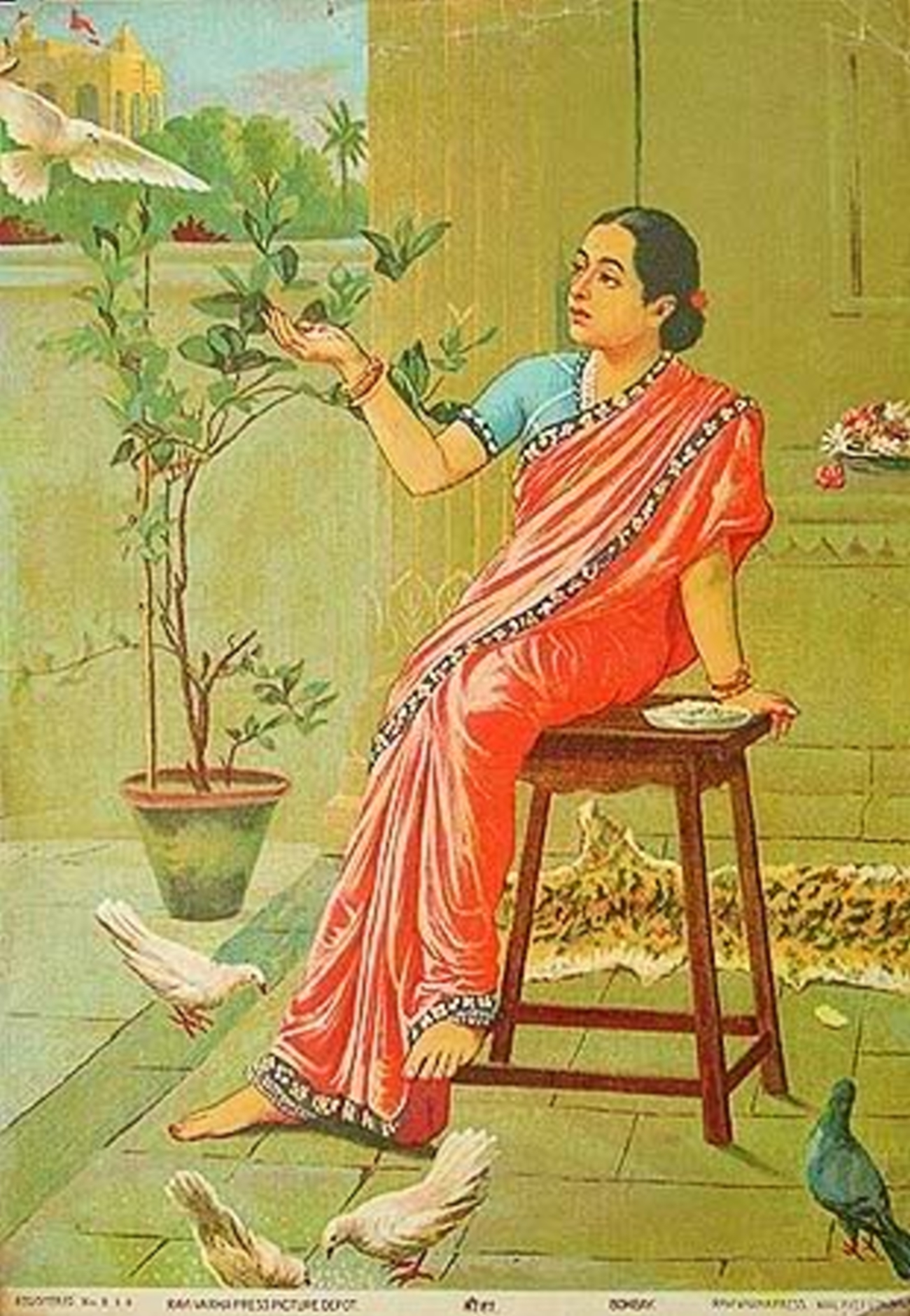
シーター
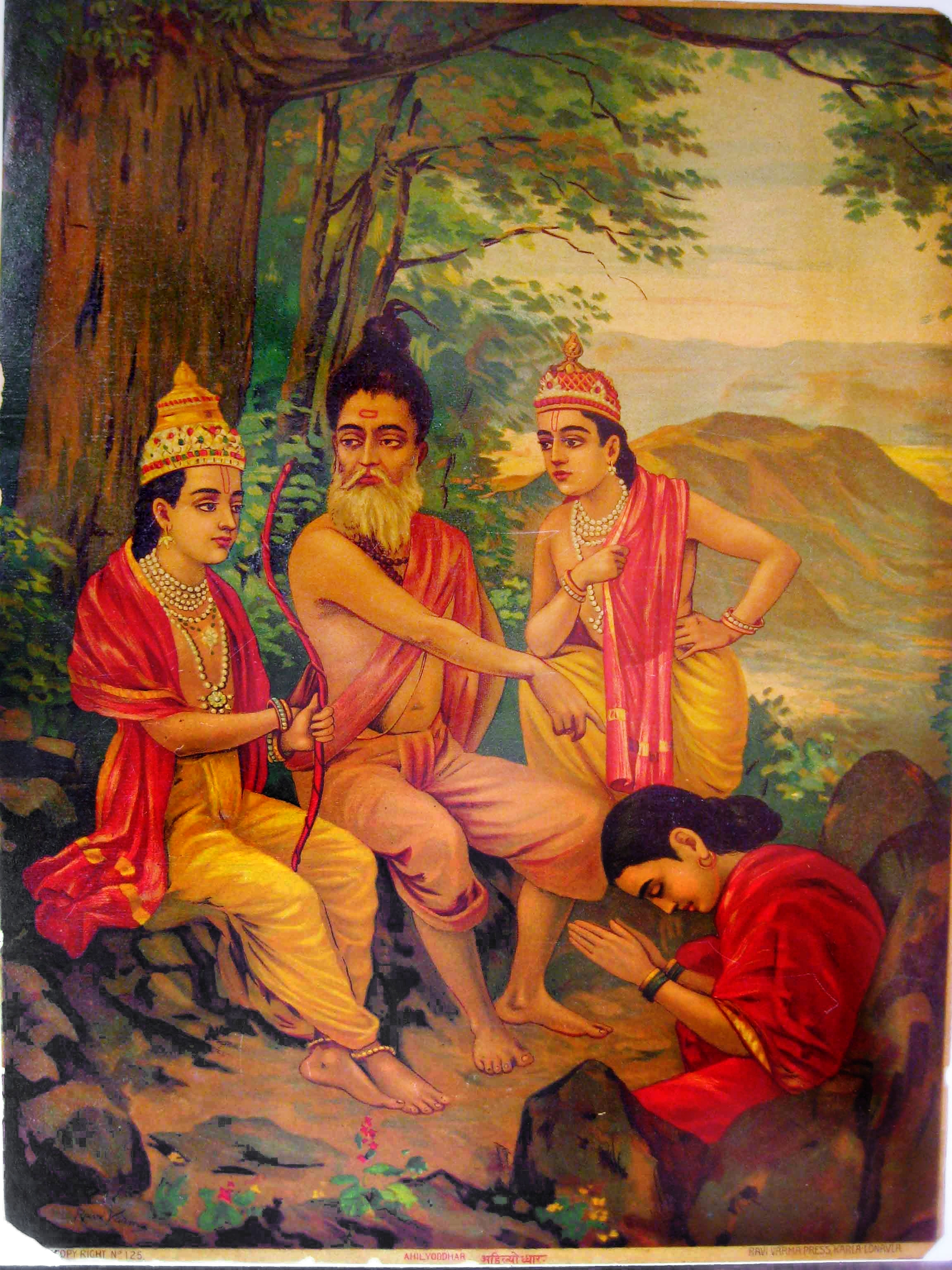
アハリヤーを呪いから解放するラーマ
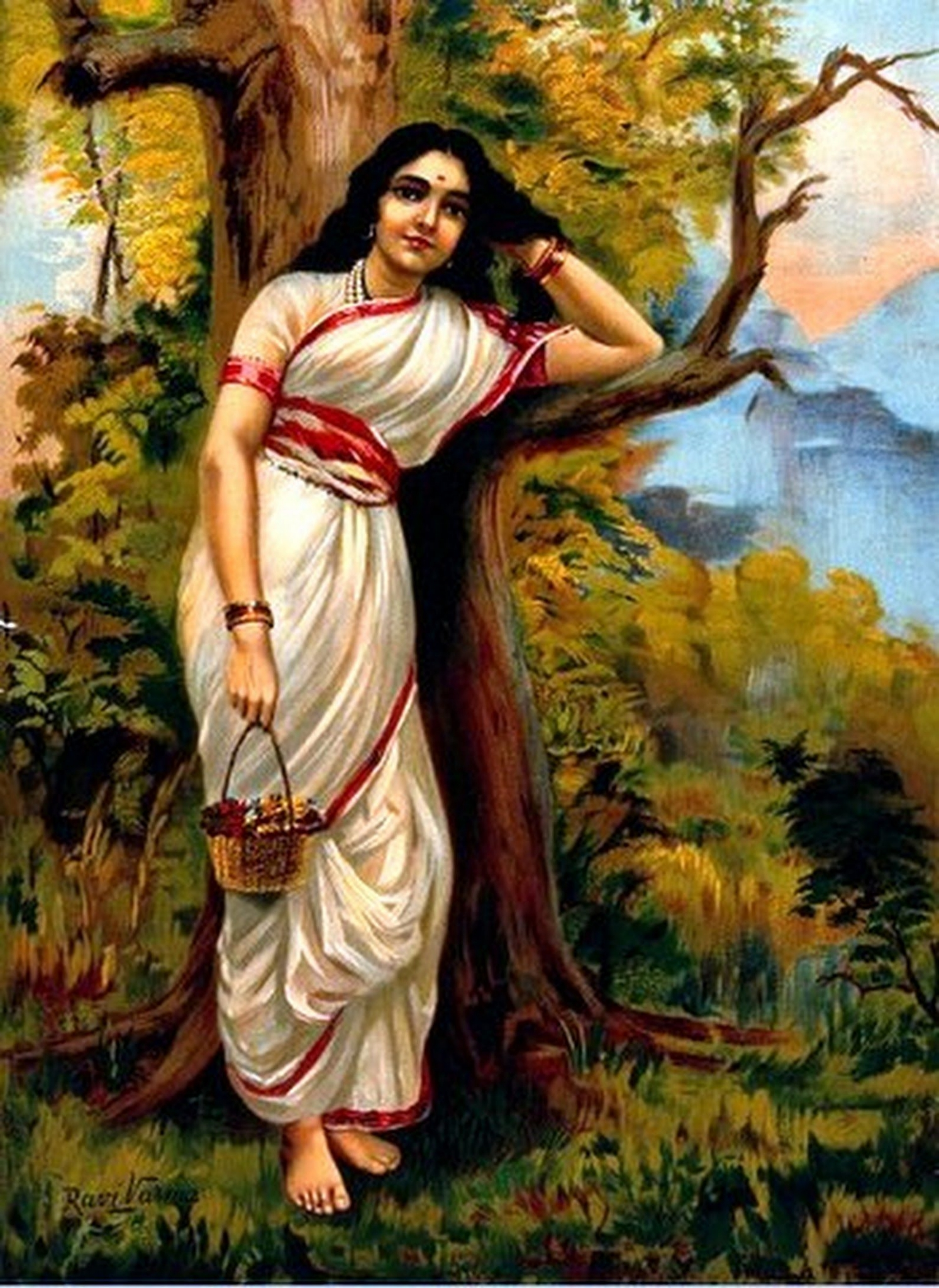
アハリヤー
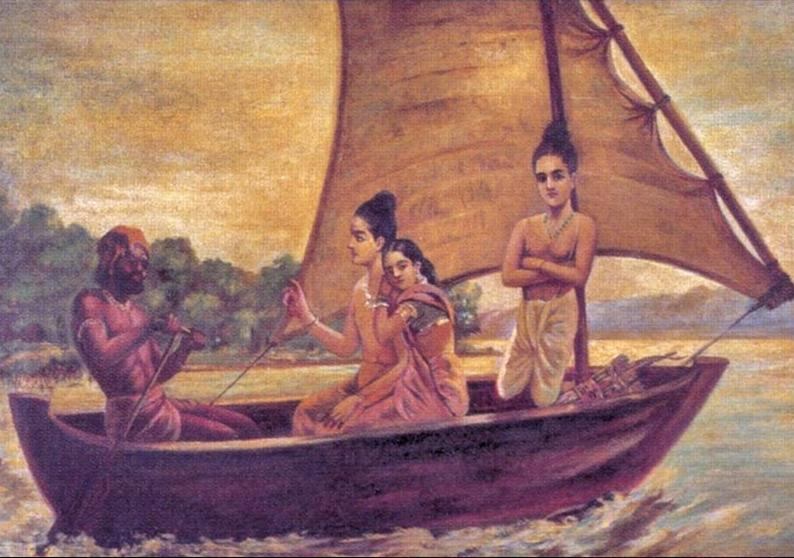
サラユ川を渡るラーマ一行
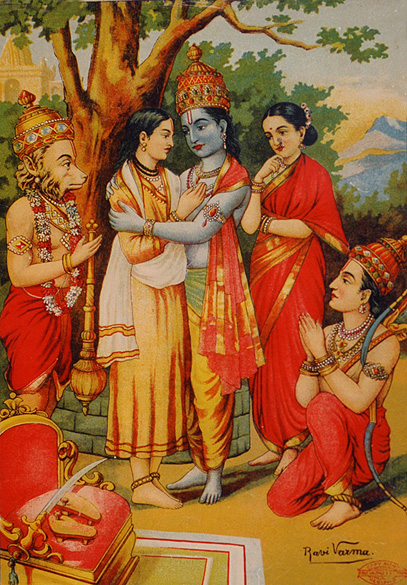
ラーマとバラタの出会い
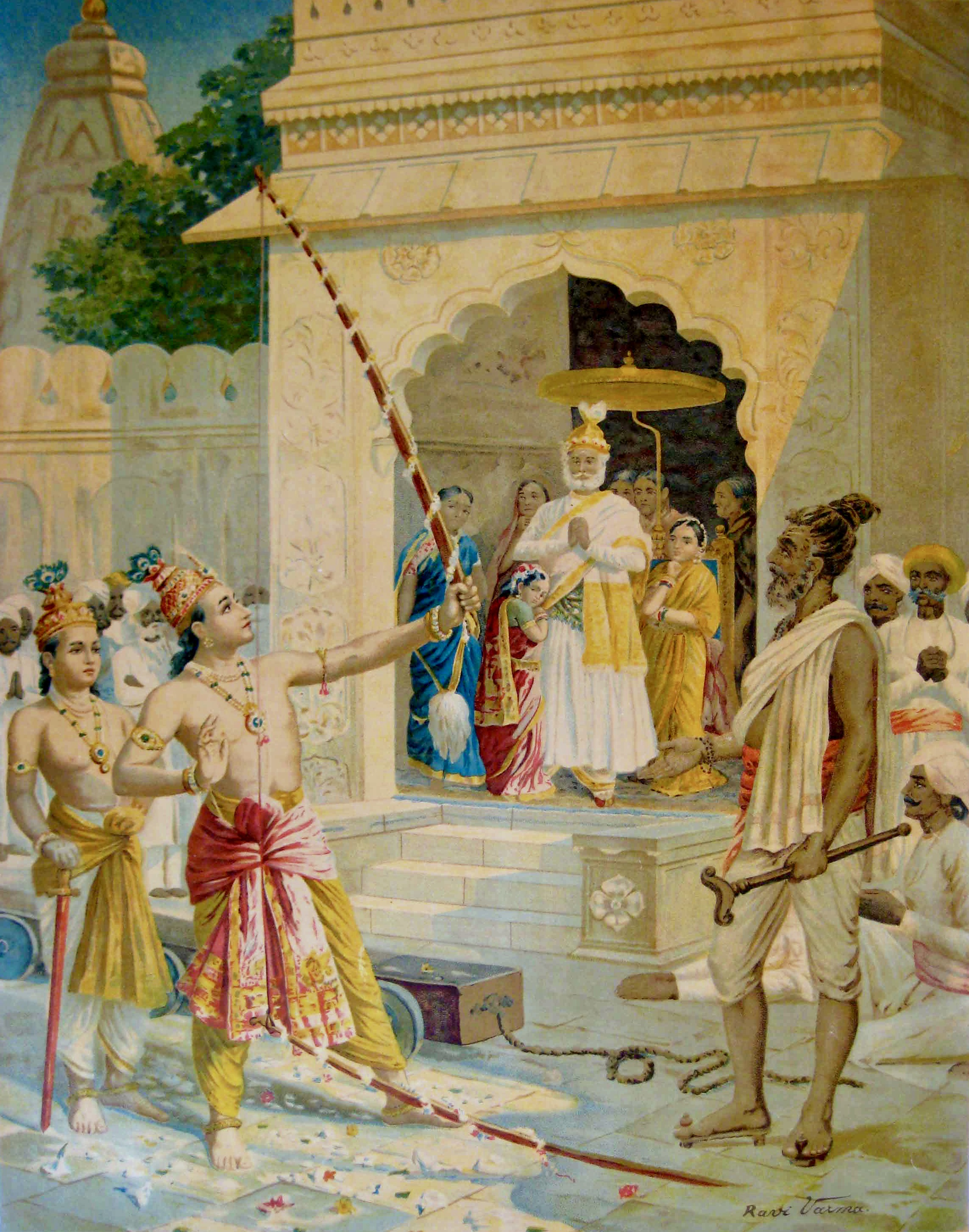
ラーマが弓を折るシーン

## 外部リンク

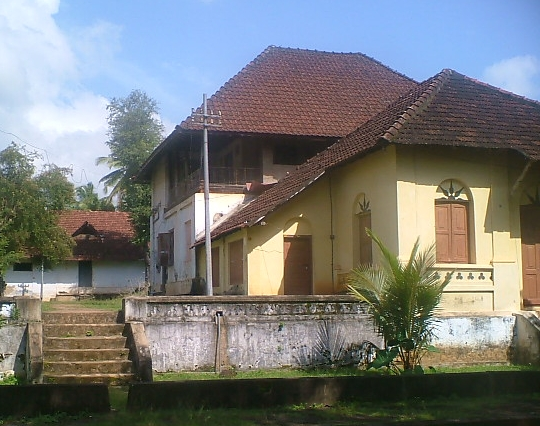
ラヴィ・ヴァルマのアトリエ（キリマノア宮殿）